# Alexandru Grozuță

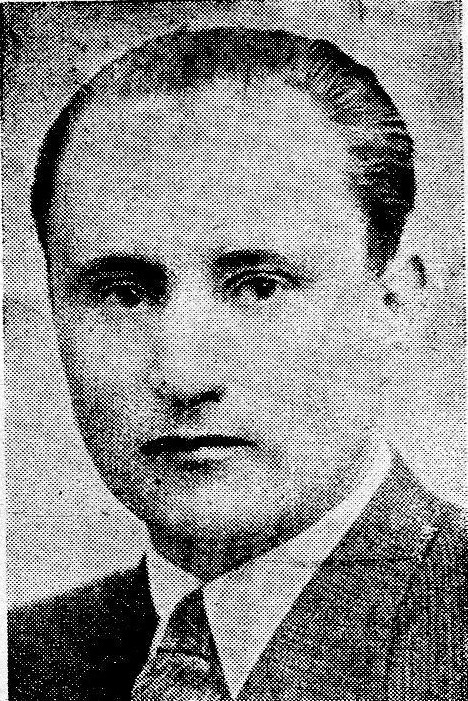
Tenorul Alexandru Grozuță (1934)

Alexandru Grozuță (n. 1 iulie 1907, satul Crușovăț, comuna Cornea, județul Caraș-Severin – d. 14 octombrie 1999, București) a fost un cunoscut cântăreț de muzică populară și romanțe din România. 

## Biografie
S-a născut în data de 1 iulie 1907 în localitatea Crușovăț, comuna Cornea din județul Caraș-Severin. Inițial a fost cântăreț de operă. Debutează la Radio București la sfârșitul anilor 1930, unde cântă în direct reclame muzicale. 
Debutează discografic în 1934 la casa de discuri His Master's Voice cu piesele „Duce m'ași și tot m'ași duce” de Emil Monția și „Arde-mi-te-ai codru des” de Tiberiu Brediceanu sub acompaniamentul orchestrei ardelenești Adam Pinter. În perioada anilor ’30 - '40, cântă cu orchestrele lui Ionel Cristea și Victor Predescu. 
Este luat apoi în orchestra lui Petrică Moțoi, unde cântă alături de soliștii Ion Luican și Liana Mihăilescu, țimbalistul Mitică Ciuciu și violonistul Ionel Budișteanu.
Întreprinde turnee în țară și în străinătate, unde cântă cu orchestrele Ansamblului „Ciocârlia”, „Perinița”; cu orchestra „Radiodifuziunii Române”; cu orchestrele dirijorilor: Nicu Stănescu, George Vancu și Victor Predescu dar și cu orchestra violonistului Nicușor Predescu, alături de care apare în numeroase emisiuni ale televiziunii. 
I-au fost colegi de scenă: Maria Tănase, Ioana Radu, Rodica Bujor, Mia Braia, Petre Gusti, Emil Gavriș, Dan Moisescu, Angela Moldovan, Ion Crețu, Lucreția Ciobanu și Ana Pop-Corondan.

## Eveniment
În 1997, la TVR s-a realizat o emisiune avându-l ca protagonist pe Alexandru Grozuță cu ocazia împlinirii vârstei de 90 de ani.

## Decesul
A murit în data de 14 octombrie 1999 la București, la vârsta de 92 de ani.

## Distincții
- Ordinul Muncii clasa a III-a (9 iunie 1954) „pentru merite deosebite în interpretarea muzicii populare”[5][6]
- titlul de Artist Emerit al Republicii Populare Romîne (1 octombrie 1957) „pentru merite deosebite în activitatea artistică”[7][8]
- Ordinul „Meritul Cultural” clasa a IV-a (12 septembrie 1968) „pentru merite deosebite în activitatea muzicală”[9]